# Повіт Імба

Пові́т І́мба (яп. 印旛郡, いんばぐん, МФА: [imba guɴ]) — повіт в префектурі Тіба, Японія.